# Vuoskujärvi (sjö i Finland, Lappland, lat 66,43, long 26,57)
Vuoskujärvi är en sjö i Finland. Den ligger i kommunen Rovaniemi i landskapet Lappland, i den norra delen av landet, 700 km norr om huvudstaden Helsingfors. Vuoskujärvi ligger 143,8 meter över havet. Den är 8,4 meter djup. Arean är 3,46 kvadratkilometer och strandlinjen är 10,17 kilometer lång. Sjön  ingår i Kemi älvs huvudavrinningsområde. 